# Долар (Свобода, що сидить)
Долар (Свобода, що сидить) (англ. Seated Liberty dollar) — велика срібна монета США, яка карбувалася у 1840-1873 роках. 

## Історія
Наступним доларовим номіналом став долар Моргана, який карбувався з 1878 року. Монета два типи.

## Карбування
Монета карбувалася на монетних дворах Філадельфії, Карсон-сіті, Нового Орлеану і Сан-Франциско. Позначки монетних дворів розташовувалися під орлом на реверсі.
- Відсутня — монетний двір Філадельфії
- CC — монетний двір Карсон-сіті
- S — монетний двір Сан-Франциско
- O — монетний двір Нового Орлеану

## Тираж
| рік/монетний двір | Тираж для обігу | Тираж у пруфі, не для обігу |
| ----------------- | --------------- | --------------------------- |
| 1840              | 61,005          | близько 50                  |
| 1841              | 173,000         | близько 12                  |
| 1842              | 184,618         | близько 15                  |
| 1843              | 165,100         | близько 15                  |
| 1844              | 20,000          | близько 15                  |
| 1845              | 24,500          | близько 15                  |
| 1846              | 110,600         | близько 15                  |
| 1846/О            | 59,000          | 0                           |
| 1847              | 140,750         | близько 15                  |
| 1848              | 15,000          | близько 15                  |
| 1849              | 62,600          | близько 15                  |
| 1850              | 7,500           | близько 20                  |
| 1850/О            | 40,000          | 0                           |
| 1851              | 1,300           | близько 50                  |
| 1851/О            | 0               | 1                           |
| 1852              | 1,100           | близько 35                  |
| 1853              | 46,110          | близько 15                  |
| 1854              | 33,140          | близько 50                  |
| 1855              | 26,000          | близько 50                  |
| 1856              | 63,500          | близько 50                  |
| 1857              | 94,000          | близько 50                  |
| 1858              | 0               | близько 300                 |
| 1859              | 255,700         | 800                         |
| 1859/О            | 360,000         | 0                           |
| 1859/S            | 20,000          | 0                           |
| 1860              | 217,600         | 1,330                       |
| 1860/О            | 515,000         | 0                           |
| 1861              | 77,500          | 0                           |
| 1862              | 11,540          | 550                         |
| 1863              | 27,200          | 460                         |
| 1864              | 30,700          | 470                         |
| 1865              | 46,500          | 500                         |
| 1866              | 48,900          | 725                         |
| 1867              | 46,900          | 625                         |
| 1868              | 162,100         | 600                         |
| 1869              | 423,700         | 600                         |
| 1870              | 415,000         | 1,000                       |
| 1870/S            | близько 12      | 0                           |
| 1870/СС           | 12,462          | 0                           |
| 1871              | 1,073,800       | 960                         |
| 1871/СС           | 1,376           | 0                           |
| 1872              | 1,105,500       | 950                         |
| 1872/S            | 9,000           | 0                           |
| 1872/СС           | 3,150           | 0                           |
| 1873              | 293,500         | 600                         |
| 1873/СС           | 2,300           | 0                           |

## Опис

### Аверс
На аверсі монети зображено жінку, що сидить на скелі, яка символізує Свободу. У правій руці вона тримає щит, на якому написано «LIBERTY», а у лівій — палицю з надітим на неї фригійським ковпаком, символом свободи і революції. Жінка одягнена у тогу. Під зображенням Свободи знаходиться рік карбування монети. Над нею півколом розташовано 13 зірок. Художником і гравером була допущена помилка через яку права рука виглядає непропорційно більше лівої. Зображення Свободи нагадує англійський символ — «Британія», який зображувався на реверсі англійських монет. 

### Реверс
На реверсі монети знаходиться білоголовий орлан з розправленими крилами, який тримає в пазурах стріли і оливкову гілку. Над орлом знаходиться напис «UNITED STATES OF AMERICA», під ним позначення номіналу монети «ONE DOL.». Під кігтями орла може розташовуватися буква, що показує на якому з монетних дворів була викарбувана монета. На грудях орла знаходиться щит (подібний до того, який тримає на аверсі монети Свобода, але без косої лінії з написом «LIBERTY»). Залежно від того, чи розташовується над зображенням орлана девіз «IN GOD WE TRUST» розрізняють тип «Без девізу» (англ. Without Motto) і «З девізом» (англ. With Motto). Тип «Без девізу» карбувався у 1840-1865 роках, тип «З девізом» — 1866-1873 роках.

## Джерело
- Нумізматичний сайт [Архівовано 9 травня 2013 у Wayback Machine.]